# Демиурги
«Демиурги» — компьютерная игра в жанре пошаговой стратегии и коллекционной карточной игры, разработанная компанией Nival Interactive и изданная компанией 1С в июле 2001 года под Windows.
Игра сочетает идеи, почерпнутые из серии компьютерных игр Heroes of Might and Magic (в части стратегического режима — на большой карте вне битв) и настольной карточной игры Magic: The Gathering (в тактическом режиме представленном магической дуэлью). По словам изобретателя Magic: The Gathering Ричарда Гарфилда игра не является простым копированием MTG, а является развитием идеи в другом направлении, что опровергает бывшие до этого интервью обвинения в плагиате.
На Западе игра издавалась под названием Etherlords компанией Fishtank Interactive.

## Общая информация
Сеттинг игры — фэнтези. В вымышленном мире имеет место конфликт четырёх рас или сторон: виталы (зелёный цвет, жизнь и природа), хаоты (красный цвет, хаос и огонь), кинеты (синий цвет, движение и вода), синтеты (чёрный цвет, синтез и техника).
Незначительно отличающимися путями, представители каждой из сторон стремятся обойти остальных и занять место Лорда эфира. Игрок делает два выбора во время короткой кампании: сначала занимается сторона либо виталов с кинетами, либо хаотов с синтетами. Позже делается выбор из соответствующих двух сторон.
Для обеспечения многопользовательской игры, вместе с её установкой автоматически предлагается установка утилиты GameSpy.

### Защита от копирования
На современных операционных системах, новее чем Windows XP, игра не может быть запущена без применения патчей, устраняющих защиту от копирования или проблемы с ней.

## Геймплей
В каждой миссии перед игроком ставится та или иная задача, от достижения определённой области до уничтожения всех противников.

### Стратегический режим
Стратегический режим подобен играм серии HoMM. Стороны (контролируемые живыми игроками или компьютером) шаг за шагом указывают находящимся в подчинении героям план действий и отдают команду об окончании хода, после чего происходит поочерёдное исполнение приказов: перемещения, атаки, захваты и исследования сооружений. Если игрок владеет эфирным Замком (что зависит от изначального построения миссии её создателем), он также может использовать какие-либо глобальные заклинания.
После осуществления приказов происходят все инициированные битвы, игра переходит в режим пошаговых дуэлей (ходы в дуэли не связаны с ходами в тактическом режиме). Как и в Magic: The Gathering, оба соперника в дуэли вооружены магией.

### Тактический режим (Магические дуэли)
Призывая существ себе на помощь, используя заклинания для манипуляции реальностью, соперники преследуют цель выжить самим, и нанесением так или иначе урона магу-оппоненту снизить его здоровье до нуля.
За победы в дуэлях герои получают опыт, необходимый для повышения уровня героев. С уровнями герои получают специальные способности и более быстрый прирост магических энергий в дуэлях.
Участники дуэли имеют колоду карт, отображающую запас их магической мощи. Использование карты означает сотворение соответствующего заклинания. Соответствующая колода карт значительно ограничена у нейтральных монстров, играющих роль «мяса» для прокачки героев или роль преград в проходах, у каких-то мест и объектов. В то же время компьютер жульничает и поединки без участия живых игроков происходят без действительной траты каких-либо ресурсов дуэлянтов (как то рун, расходующихся при использовании продвинутых заклинаний). Также они не демонстрируются игроку, а выиграть даже у самых страшных монстров порой умудряется слабейший герой, контролирующийся компьютером, не имеющий ничего мощнее примитивов.
Ассортимент доступных заклинаний эксклюзивен для каждой из сторон. Первоначально герои вооружены набором так называемых примитивных заклинаний. Продвинутые заклинания необходимо покупать в соответствующих лабораториях. Каждое применение таких заклинаний требует траты рун, продающихся в порталах. Покупки требуют ресурсов, разбросанных по карте и производящихся соответствующими зданиями, которые можно захватывать.
Примитивные заклинания и сами могут применяться героями неограниченное число раз, и приходят в руку героя вместо тех продвинутых заклинаний, к которым нет рун.

### Фракции
- Кинеты  — фракция летающих существ. Относится к стихиям воздуха и воды. Обладает потенциалом, рассчитанным на длительное сражение. Получив возможность развиться, Кинеты, как правило, побеждают, поскольку у них есть самые сильные существа в игре — Драконы. Герои этой расы стараются затянуть битву, привлекая всё более и более сильных существ.
- Виталы — природная раса. Среди существ клещи, змеи, пчелы, шершни, хищные цветки и богомолы. Существа довольно слабы, но это компенсируют усиливающие и лечащие заклинания, а также особое заклятие по обезвреживанию врага — «тёмный лес». «Тёмный лес» действует массово, но только на существ с низким показателем атаки. Виталы, не обладая ни атакующей, ни защитной мощью, предпочитают побеждать числом, множа и массово усиливая своих существ.
- Хаоты — раса, которая берет «грубостью и силой». Относятся к стихии огня и молнии. Обладает развитой линией уничтожения противника. Некоторые атакующие заклятия столь масштабны, что могут задеть дружественных существ. Основные существа у хаотов — «тяжелые танки» — огры, орки, кобольды, циклопы. Есть и помельче: например, крысы. Магия усиления воинов тоже очень эффективна, а более мирные пассивные заклятия, такие как лечение, отсутствуют. Сильные стороны хаотов — уничтожающие заклинания и мощная оборона. Множество Стен-телохранителей не позволят противнику добраться до героя.
- Синтеты — раса киборгов, сочетающая механику, биоинженерию и некромантию. Предпочитает ускоренный рост силы, пусть и ценой жизни своих существ; у большинства созданий атака превосходит защиту, что делает армию отличной в наступлении, но практически бесполезной в обороне. К минусам этой расы относится фатализм и паразитизм, распространенные среди её существ. Герои синтетов пытаются выиграть бой блицкригом.

## Отзывы
| Сводный рейтинг | Сводный рейтинг |
| Агрегатор       | Оценка          |
| --------------- | --------------- |
| GameRankings    | 76,97 %         |

Игра заняла третье место в номинации «Лучшая стратегия» (2001) журнала «Игромания».